# ウラジスラフ・チャープ
ウラジスラフ・チャープ（チェコ語: Vladislav Čáp、1926年4月13日 - 2001年12月30日）は、チェコスロバキア出身のフィギュアスケート選手（男子シングル）。
1948年サンモリッツオリンピックチェコスロバキア代表。1947年欧州選手権銀メダリスト。

## 主な戦績
| 大会/年      | 1946-47 | 1947-48 | 1948-49 |
| ------------ | ------- | ------- | ------- |
| オリンピック |         | 10      |         |
| 世界選手権   | 4       | 10      |         |
| 欧州選手権   | 2       | 8       | 5       |